# Mien van Wulfften Palthe-Broese van Groenou
Frederika Wilhelmina van Wulfften Palthe-Broese van Groenou (Djokjakarta, 1 april 1875 – Den Haag, 11 november 1960), ook wel bekend onder haar roepnaam Mien, was een Nederlands feminist en pacifist. Ze was betrokken bij de Vereeniging voor Vrouwenkiesrecht en de Women's International League for Peace and Freedom. Naar aanleiding van het  internationale vredescongres van vrouwen te Den Haag, bezocht ze in 1915 met goede vriendin Aletta Jacobs de leiders van verschillende oorlogvoerende landen om de vrede te bepleiten.

## Levensloop
Frederika Wilhelmina Broese van Groenou werd op 1 april 1875 geboren te Djokjakarta, Nederlands-Indië. Ze was het eerste kind van Jeanetta Emilie Wieseman en Wolter Broese van Groenou. Na haar zouden nog zes kinderen volgen. Haar vader was tot 1878 militair in het Koninklijk Nederlands-Indisch Leger waarna hij directeur van een suikerfabriek werd. Samen met haar jongere zusje Miel genoot Mien vanaf 1883 onderwijs te Den Haag. Vervolgens werd ze tot onderwijzeres opgeleid. Hierna speelde ze vijf jaar toneel bij, achtereenvolgens, de Toneelschool in Amsterdam (1898-1900), het Rotterdamsch Toneel (1900-1902) en Toneelvereniging Amsterdam (1902-1903). Hoewel toneelspelende vrouwen in die tijd onder de nodige stereotypen leden werden haar ambities op dit vlak door haar progressieve vader, met enige kanttekeningen, aanvaard.  Haar vader steunde het vrouwenkiesrecht en droeg met regelmaat financieel bij aan de Vereening voor Vrouwenkiesrecht (VvVK). Na haar huwelijk met Jan Richard van Wulfften Palthe, op 12 mei 1909, gaf Mien haar toneelspel op. Dit was echter, zoals ze zelf benadrukte, haar eigen keuze. Het echtpaar van Wulfften Palthe-Broese van Groenou kreeg drie zoons; Wolter, Richard en Joachim Adolf.

## Feminisme
In 1908 was Mien met haar zussen aanwezig bij het derde congres van de Wereldbond voor Vrouwenkiesrecht te Amsterdam. Hier ontmoette ze waarschijnlijk Aletta Jacobs, hoewel ze in een terugblik op haar vriendschap sprak van een eerste ontmoeting in 1911. Na het congres sloten Mien en Miel zich beiden aan bij de Vereeniging voor Vrouwenkiesrecht. Mien werd aldaar presidente van het Propaganda Comité. In deze functie zette ze zich op alle nodige manieren in. Ze maakte de eis om vrouwenkiesrecht zichtbaar door enkele maanden elke maandag op de markt een propagandakraam te bemannen. Hier verkocht ze pamfletten die het belang van vrouwenkiesrecht verwoordden. Tevens droeg ze ook in haar capaciteit als moeder en huisvrouw buttons van de VvVK. Hiermee liet ze zien dat de uitvoering van zogenaamde vrouwelijke taken prima samengingen met (de vraag om) het kiesrecht. Tevens financierde zij literatuur van de VvVK. In samenwerking met Kee Groot, de propagandiste van de VvVK, en Lina Gratama creëerde ze in 1916 een parodie op de omgang met artikel 80 waarmee in 1887 grondwettelijk was vastgelegd dat het stemrecht exclusief voor mannen bedoeld was.

## Pacifisme
In 1915 was Mien betrokken bij het  internationale vrouwencongres dat door Aletta Jacobs, Rosa Manus en Mia Boissevain te Den Haag georganiseerd was. Na afloop van dit congres werden twintig resoluties aangenomen die, op aandringen van de Hongaarse feminist Rosika Schwimmer, aan de leiders van de neutrale en oorlogvoerende landen gepresenteerd zouden worden om de vrede te bevorderen. Mien nam vervolgens deel aan het comité, bestaande uit onder andere Jacobs, Jane Addams en Rosa Genoni, dat naar Zwitserland en de oorlogvoerende landen ging. Ook de paus werd bezocht en bevraagd over het kiesrecht. Naar aanleiding van het congres was tevens het International Committee of Women for Permanent Peace (vanaf 1919 the Women's International League for Peace and Freedom) opgericht. Mien was bij deze organisatie ruim twintig jaar betrokken in verschillende capaciteiten, waaronder vanaf 1924 als penningmeester van het hoofdbestuur van de Nederlandse tak.

## Latere leven
De vriendschap met Aletta Jacobs hield stand tot het overlijden van Jacobs in 1929. Jacobs was tijdens haar laatste levensjaar inwonend bij het echtpaar van Wulfften Palthe-Broese van Groenou. Na Jacobs' dood in 1929 werd haar as in het mausoleum van de familie Broese van Groenou op het Landgoed Groenouwe (Loenen, Gld) geplaatst. In 1931 zorgde Mien dat de as van Jacobs en diens man Carel Victor Gerritsen tezamen in begraafplaats Westerveld geplaatst konden worden. Tevens liet ze daar voor Jacobs een gedenkteken van beeldhouwster Gré Rub plaatsen. Mien van Wulfften Palthe-Broese van Groenou stierf op 11 november 1960 te Den Haag. Ze is 85 jaar geworden. 